# Motion invest Arena
El Motion invest Arena anteriormente llamado Bundesstadion Südstadt y Trenkwalder-Arena, es un estadio de fútbol ubicado en la localidad de Maria Enzersdorf al sur de la ciudad de Viena, Austria. El estadio fue inaugurado en 1967 y posee una capacidad para 12 000 personas, es utilizado por el FC Admira Wacker Mödling club de la Bundesliga Austriaca.
En octubre de 2008 se realizaron importantes renovaciones, entre otras cosas, el sistema de iluminación se renovó por completo, se construyó una nueva torre para la televisión frente a la tribuna. En el verano de 2016, se instaló calefacción artificial al césped.
El estadio ha sido sede de tres finales de la Copa de Austria en 1970, 1979 et 1989.

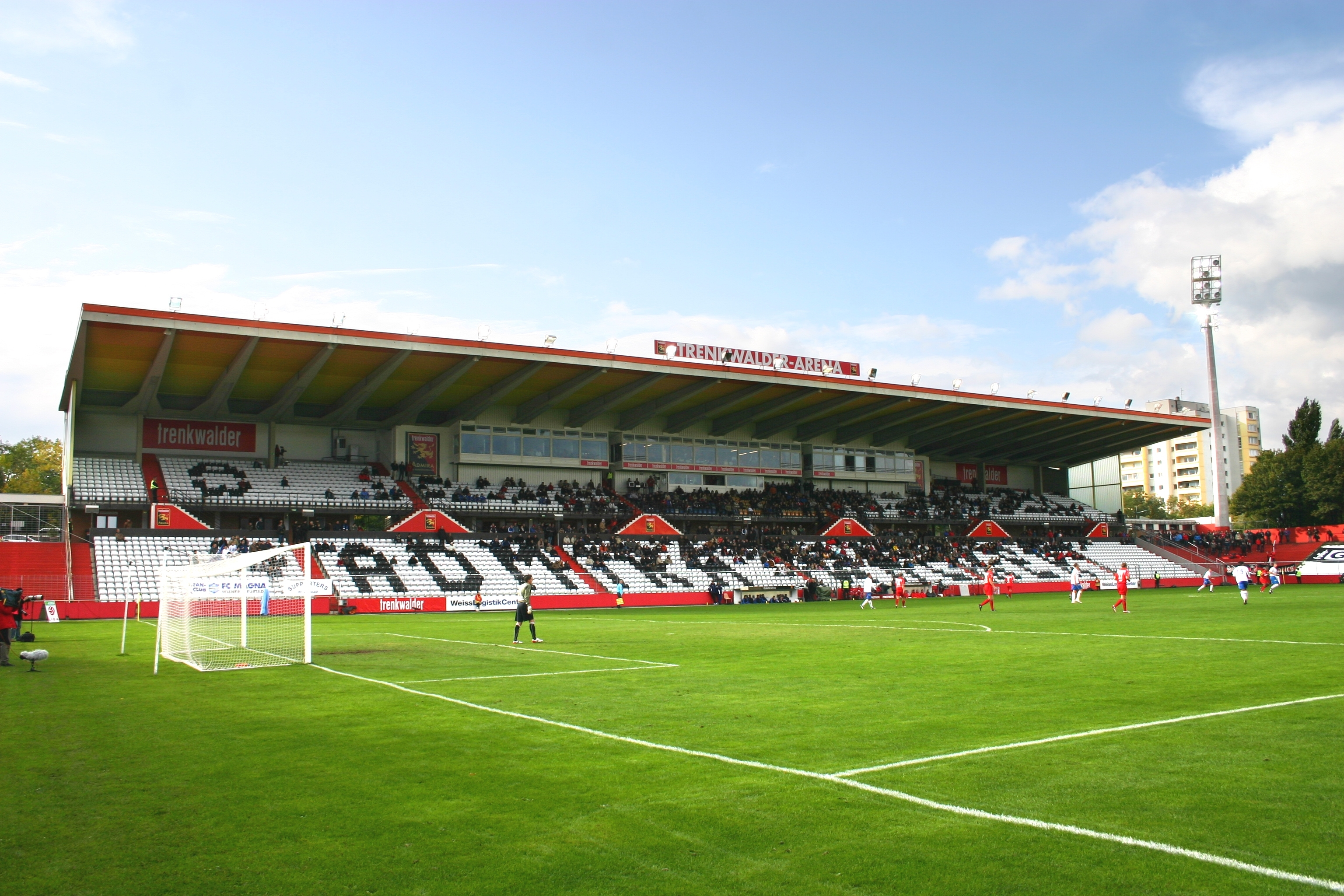
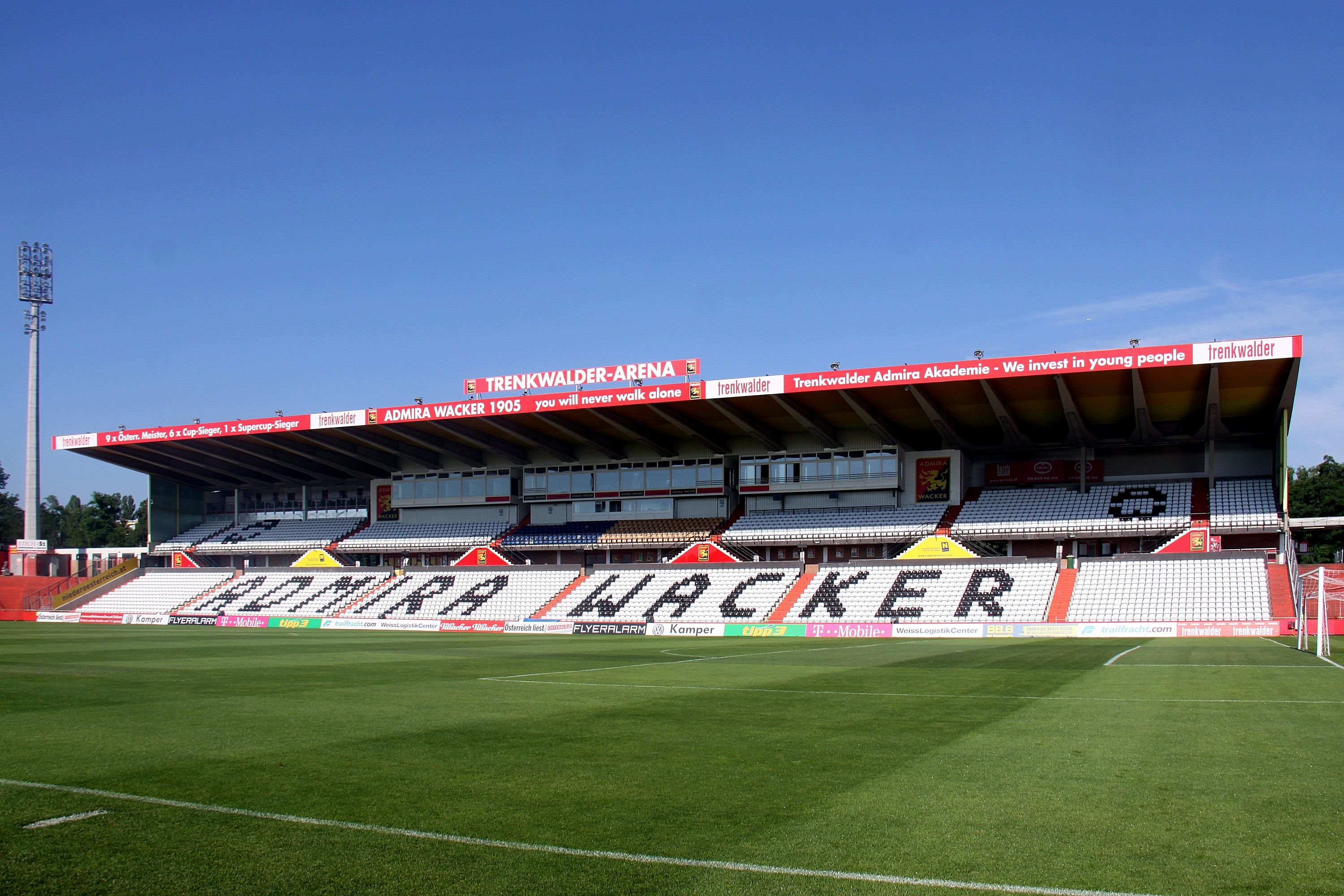